# Trận Seoul lần thứ ba
Trận Seoul lần thứ ba, hay còn gọi là Cuộc tổng tấn công đầu năm mới của Trung Quốc, Cuộc triệt thoái 4 tháng 1 (tiếng Hàn Quốc: 1•4 후퇴) hay Chiến dịch phía Tây lần thứ ba (tiếng Trung: 第三次战役西线; bính âm: Dì Sān Cì Zhàn Yì Xī Xiàn) là một trận đánh trong Chiến tranh Triều Tiên diễn ra từ ngày 31 tháng 12 năm 1950 đến ngày 7 tháng 1 năm 1951 quanh thủ đô Seoul của Đại Hàn Dân Quốc (Hàn Quốc). Sau chiến thắng của Chí nguyện quân Nhân dân (CNQTH) tại Trận chiến sông Ch'ongch'on, chủ tịch Trung Quốc Mao Trạch Đông quyết định cho CNQTH tiến xuống phía nam vượt vĩ tuyến 38 nhằm mục tiêu đẩy lùi hoàn toàn các lực lượng Liên Hợp Quốc ra khỏi bán đảo Triều Tiên.
Ngày 31 tháng 12 năm 1950, Tập đoàn quân số 13 Chí nguyện quân Nhân dân tấn công bốn sư đoàn 1, 2, 5 và 6 của Hàn Quốc dọc theo vĩ tuyến 38 tại các vị trí phòng thủ ở sông Imjin, sông Hantan, Gapyeong và Chuncheon. Các vị trí phòng thủ của quân Liên Hợp Quốc bị chọc thủng dẫn đến chỉ huy trưởng Tập đoàn quân số 8 Hoa Kỳ Matthew B. Ridgway quyết định di tản lực lượng Liên Hợp Quốc khỏi Seoul ngày 3 tháng 1 năm 1951. Chiều ngày 4 tháng 1, CNQTH tiến vào Seoul và chỉ chứng kiến một thành phố đã bị bỏ hoang.
Mặc dù thất bại trong trận Seoul lần thứ ba, liên quân Liên Hợp Quốc từ bỏ kế hoạch rút khỏi bán đảo Triều Tiên. CNQTH sau các chiến thắng liên tiếp cũng trở nên kiệt sức và dần dần mất thế chủ động trên chiến trường về phía liên quân Liên Hợp Quốc.

## Hoàn cảnh trận đánh

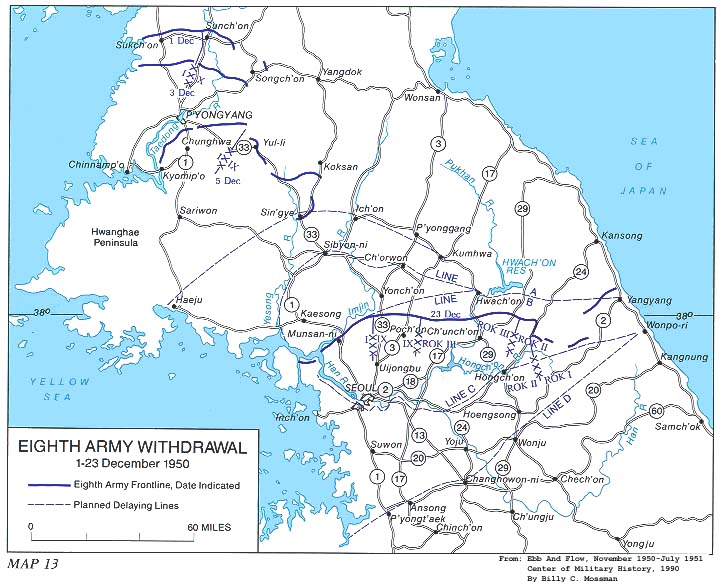
Bản đồ rút lui của Tập đoàn quân số 8, ngày 1–23 tháng 11 năm 1950

Việc Trung Quốc tham gia Chiến tranh Triều Tiên vào cuối năm 1950 đã đẩy cuộc xung đột bước sang giai đoạn mới. Khi các lực lượng Liên Hợp Quốc vượt qua vĩ tuyến 38 tiến vào Cộng hòa Dân chủ Nhân dân Triều Tiên (Bắc Triều Tiên) bất chấp sự phản đối mạnh mẽ từ Cộng hoà Nhân dân Trung Hoa và tiến quân đến tận biên giới Trung – Triều tại Sông Áp Lục, Giải phóng quân Nhân dân Trung Hoa dưới tên gọi Chí nguyện quân Nhân dân (CNQTH) – tư lệnh là tướng Bành Đức Hoài – đã được chủ tịch Mao Trạch Đông ra lệnh tiến vào phía Bắc bán đảo Triều Tiên và bắt đầu tấn công quân Liên Hợp Quốc từ ngày 25 tháng 10. Trong tháng 12 năm 1950, CNQTH và Quân đội Nhân dân Triều Tiên tái chiếm miền Bắc bán đảo Triều Tiên sau các chiến thắng lớn tại Thung lũng sông Ch'ongch'on và hồ Trường Tân.
Ở mặt trận phía tây bán đảo Triều Tiên, sau khi Tập đoàn quân (TĐQ) số 8 của Hoa Kỳ thảm bại tại sông Ch'ongch'on, đơn vị này đã rút lui về sông Imjin và thiết lập các vị trí phòng thủ quanh thủ đô Seoul của Hàn Quốc.:160 Seoul được chia đôi hai nửa bắc nam bởi con sông Hán, nằm cách Vĩ tuyến 38 56 km về phía nam. Mặc dù TĐQ số 8 được lệnh giữ Seoul càng lâu càng tốt:159, Tổng tư lệnh các lực lượng Liên Hợp Quốc Douglas MacArthur đã lên kế hoạch rút quân về Vành đai Pusan nếu lực lượng Liên Hợp Quốc bị tràn ngập.:160 Tướng Walton Walker, chỉ huy trưởng của TĐQ số 8 đã thiệt mạng trong một vụ tai nạn giao thông vào ngày 23 tháng 12, và Trung tướng Matthew B. Ridgway trở thành tân chỉ huy trưởng TĐQ số 8 ba ngày sau đó. Liên Hợp Quốc cũng đề xuất với Trung Quốc việc ngừng bắn dọc theo vĩ tuyến vĩ tuyến 38 vào ngày 11 tháng 12 năm 1950 để tránh bất kỳ sự leo thang thù địch nào giữa Trung Quốc và Hoa Kỳ.
Mặc dù sức mạnh của CNQTH đã bị suy giảm vì các trận chiến trước đó đã khiến 40% lực lượng của CNQTH không còn khả năng chiến đấu, những chiến thắng bất ngờ trước lực lượng Liên Hợp Quốc làm cho các nhà lãnh đạo Trung Quốc tin vào sự bất khả chiến bại của CNQTH. Ngay sau chiến thắng của Tập đoàn quân số 13 CNQTH trước TĐQ số 8 Hoa Kỳ tại sông Ch'ongch'on, Chủ tịch Trung Quốc Mao Trạch Đông bắt đầu dự tính một cuộc tấn công khác nhắm vào lực lượng Liên Hợp Quốc trước yêu cầu của Thủ tướng Cộng hòa Dân chủ Nhân dân Triều Tiên Kim Nhật Thành. Sau khi biết kế hoạch của MacArthur và để xuất ngừng bắn của Liên Hợp Quốc, Chủ tịch Mao cũng tin rằng quân đội Liên Hợp Quốc sẽ sớm rút khỏi bán đảo Triều Tiên. Do đó, mặc dù nếu CNQTH tiếp tục phát động một cuộc tổng tấn công xuống miền nam sẽ vượt quá xa khả năng bảo đảm của hậu cần, Chủ tịch Mao vẫn ra lệnh cho Tập đoàn quân số 13 CNQTH mở Chiến dịch Giai đoạn ba nhằm đẩy nhanh việc lực lượng Liên Hợp Quốc rút khỏi bán đảo Triều Tiên và thể hiện mong muốn của Trung Quốc về một chiến thắng hoàn toàn tại Triều Tiên. Vào ngày 23 tháng 12 năm 1950, Bộ trưởng Ngoại giao Trung Quốc Chu Ân Lai chính thức từ chối lệnh ngừng bắn của Liên Hợp Quốc đồng thời yêu cầu tất cả các lực lượng Liên Hợp Quốc phải rút khỏi Bán đảo Triều Tiên.

## Sự chuẩn bị và chiến lược của đôi bên
Trận đánh sẽ diễn ra trên tuyến phòng thủ của quân Liên Hợp Quốc tại vĩ tuyến 38, kéo dài theo chiều ngang từ cửa sông Imjin trên bờ biển phía tây bán đảo Triều Tiên đến thị trấn Chuncheon ở miền trung bán đảo Triều Tiên. Có tổng cộng ba con đường tiếp cận Seoul: Quốc lộ 33 chạy về phía nam qua vĩ tuyến 38 tại sông Hantan, đi qua Uijeongbu và cuối cùng đến Seoul, và đây là tuyến đường tấn công Seoul từ xưa; một con đường khác băng ngang qua sông Imjin, và con đường này nối Seoul và Kaesong qua các thị trấn Munsan và Koyang; cuối cùng, con đường chạy qua Chuncheon và đến Seoul từ phía đông bắc.:188 Mùa đông khắc nghiệt ở Hàn Quốc với nhiệt độ xuống đến −20 °C khiến hai con sông Imjin và Hantan đóng băng, loại bỏ chướng ngại lớn trên đường tiến quân của CNQTH.

### Liên Hợp Quốc
Đến ngày 22 tháng 12 năm 1950, các vị trí của TĐQ số 8 Hoa Kỳ đã ổn định dọc theo Vĩ tuyến 38. Chỉ vài ngày trước khi tử nạn, tướng Walker đã bố trí Quân đoàn I Hoa Kỳ, Quân đoàn IX Hoa Kỳ và Quân đoàn III Hàn Quốc của TĐQ số 8 dọc theo vĩ tuyến 38 để bảo vệ Seoul. Quân đoàn I và IX của Hoa Kỳ lần lượt bảo vệ sông Imjin và sông Hantan, trong khi Quân đoàn III Hàn Quốc bảo vệ các khu vực xung quanh Chuncheon. Ranh giới giữa Quân đoàn I và IX của Hoa Kỳ được đánh dấu bởi Quốc lộ 33, và được bảo vệ bởi Sư đoàn 1 Bộ binh Hàn Quốc ở phía tây và Sư đoàn 6 Bộ binh Hàn Quốc ở phía đông.
Đến cuối năm 1950, Hàn Quốc đã chịu thương vong đến 45.000 quân, do đó hầu hết các đơn vị Hàn Quốc chỉ toàn là tân binh chưa được huấn luyện nhiều. Sau khi thị sát mặt trận chỉ vài ngày trước trận chiến, Tướng J. Lawton Collins – Tham mưu trưởng Lục quân Hoa Kỳ, kết luận rằng hầu hết các đơn vị Hàn Quốc chỉ phù hợp với nhiệm vụ tiền đồn. Đồng thời, TĐQ số 8 cũng đang bị suy sụp tinh thần do những thất bại trước đó, và hầu hết các binh sỹ đang dự đoán họ sẽ chuẩn bị được di tản khỏi Triều Tiên. Việc TĐQ số 8 thiếu ý chí chiến đấu và cũng không theo dõi các lực lượng Trung Quốc dẫn đến họ thiếu thông tin về sự di chuyển và ý định của CNQTH. Sau khi kiểm tra mặt trận vào ngày 27 tháng 12, tướng Ridgway đã ra lệnh cho Quân đoàn I và IX của Hoa Kỳ tổ chức một tuyến phòng thủ mới quanh Koyang tới Uijeongbu, được gọi là "Bridgehead Line", để đảm bảo cho việc vượt qua sông Hán trong trường hợp lực lượng Liên Hợp Quốc buộc phải bỏ Seoul.

### Trung Quốc
CNQTH cũng đã kiệt sức và gặp phải vấn đề về hậu cần và sau những chiến thắng trước đó. Ngày 7 tháng 12, Tư lệnh CNQTH Bành Đức Hoài đã điện báo cho Chủ tịch Mao liên quan đến chiến dịch tấn công đợt 3 rằng CNQTH sẽ phải cần ít nhất ba tháng để có người thay thế cho số quân thương vong, và hầu hết lính Trung Quốc đang rất cần tiếp tế, nghỉ ngơi và tổ chức lại. Hệ thống hậu cần của Trung Quốc, dựa trên khái niệm Chiến tranh nhân dân thông qua việc người dân địa phương sẽ tiếp ứng cho quân đội, gặp khó khăn do người Triều Tiên sống gần Vĩ tuyến 38 tỏ ra bất hợp tác và thậm chí có thái độ thù địch với họ. Lính Trung Quốc còn phải đối diện với việc đói ăn và thiếu quần áo ấm cho mùa đông.
Đáp lại sự lo lắng của tướng Bành về điều kiện quân sĩ Trung Quốc, Chủ tịch Mao giới hạn phạm vi của Chiến dịch Giai đoạn ba nhằm giữ chặt các lực lượng Hàn Quốc dọc theo vĩ tuyến 38 và gây ra thiệt hại nhiều nhất có thể cho lính Hàn Quốc. Khi nhận thấy các đơn vị Hoa Kỳ không được xen kẽ giữa các đơn vị Hàn Quốc do đó không thể hỗ trợ khi cần thiết, Chủ tịch Mao ra lệnh cho Tập đoàn quân 13 CNQTH phải tiêu diệt Sư đoàn 1 Bộ binh, Sư đoàn 6 Bộ binh và Quân đoàn III Hàn Quốc. Theo chỉ thị của Mao, tướng Bành đưa các Quân đoàn 38, 39, 40 và 50 của Tập đoàn quân 13 CNQTH đối đầu trực diện Sư đoàn 1 và 6 Hàn Quốc, trong khi Quân đoàn 42 và 66 cũng của Tập đoàn quân 13 sẽ nhắm vào mục tiêu là Quân đoàn III Hàn Quốc. Ngày bắt đầu của cuộc tấn công được ấn định là ngày 31 tháng 12 và quân Trung Quốc sẽ tấn công vào ban đêm trong dịp trăng tròn với hy vọng các binh sĩ Liên Hợp Quốc sẽ thiếu cảnh giác trong kỳ nghỉ năm mới. Tướng Mỹ Ridgway cũng dự đoán rằng ngày 31 tháng 12 sẽ là thời điểm có khả năng Trung Quốc sẽ tung ra một cuộc tấn công mới.:180 Chủ tịch Mao tin rằng việc tiêu diệt các lực lượng Hàn Quốc tại Vĩ tuyến 38 sẽ khiến lực lượng Liên Hợp Quốc mất khả năng phản công trong tương lai, nên đã hứa sẽ cho toàn bộ các đơn vị Trung Quốc ngoài mặt trận được nghỉ ngơi và tái trang bị sau khi kết thúc chiến dịch.

## Diễn biến
Đêm ngày 31 tháng 12 năm 1950, Tập đoàn quân số 13 CNQTH tổng tấn công lực lượng Hàn Quốc dọc theo vĩ tuyến 38. Dọc theo sông Imjin và sông Hantan, Quân đoàn 38, 39, 40 và 50 CNQTH đã tiêu diệt Sư đoàn 1 Hàn Quốc và khiến Sư đoàn 6 Hàn Quốc phải tháo chạy. Tại khu vực Chuncheon, hai quân đoàn 42 và 66 CNQTH cũng buộc Quân đoàn III Hàn Quốc phải bỏ trận địa. Tuyến phòng thủ của quân Liên Hợp Quốc hoàn toàn sụp đổ vào ngày đầu năm mới 1 tháng 1 năm 1951 và tướng Ridgway đã phải ra lệnh di tản khỏi Seoul vào ngày 3 tháng 1.

### Chiến sự tại sông Imjin và sông Hantan
Đến ngày 15 tháng 12 năm 1950, Sư đoàn 1 Bộ binh Hàn Quốc đã rút lui về thị trấn Choksong trên bờ phía nam của sông Imjin, vị trí phòng thủ ban đầu của đơn vị này khi Chiến tranh Triều Tiên mới bắt đầu. Bên sườn phải của Sư đoàn 1 là Sư đoàn 6 bộ binh Hàn Quốc nằm ở phía bắc của thị trấn Dongducheon dọc theo bờ phía nam của sông Hantan. Sư đoàn 1 bộ binh đã lên kế hoạch bảo vệ sông Imjin bằng cách bố trí Trung đoàn 11 và 12 của mình ở phía tây và phía đông của Choksong, trong khi Sư đoàn 6 bảo vệ quốc lộ 33 tại sông Hantan bằng cách bố trí Trung đoàn 7 và 19 ở hai bên đường. Trung đoàn 15, Sư đoàn 1 và Trung đoàn 2, Sư đoàn 6 là đơn vị dự phòng được đặt ở phía sau. Lính Hàn Quốc xây dựng nhiều Boong ke, chướng ngại vật bằng dây thép gai và bãi mìn ở hai bên bờ sông để tăng cường phòng thủ và duy trì tinh thần toàn quân.
Quân Trung Quốc có hơn một tháng chuẩn bị để phá vỡ hệ thống phòng thủ của Hàn Quốc. Từ vài tuần trước khi bộ tư lệnh CNQTH ra chỉ thị bắt đầu Chiến dịch Giai đoạn ba, Quân đoàn 39 đã tiến hành trinh sát để giúp các chỉ huy, sĩ quan công binh và pháo binh của CNQTH có thể phân tích kỹ càng các vị trí phòng thủ của quân Hàn Quốc. Lực lượng dẫn đầu cuộc tấn công qua sông Imjin và sông Hantan sẽ là các đại đội xung kích bao gồm công binh và lính được huấn luyện đặc biệt. Trong quá trình chuẩn bị cho chiến dịch, các đơn vị pháo binh CNQTH chịu tổn thất nặng nề bởi các cuộc không kích của Liên Hợp Quốc, nhưng Phó Tư lệnh Hàn Tiên Sở vẫn cố gắng đưa được 100 khẩu pháo đến trận địa để bắn phá công sự đối phương. Vào ngày 22 tháng 12, Bộ Tư lệnh CNQTH đã ban hành các lệnh hành quân báo hiệu bắt đầu Chiến dịch Giai đoạn Ba. Quân đoàn 39 và 50 được giao nhiệm vụ tiêu diệt Sư đoàn 1 bộ binh Hàn Quốc, trong khi Quân đoàn 38 và 40 được giao nhiệm vụ tiêu diệt Sư đoàn 6 bộ binh Hàn Quốc.
Bộ tư lệnh Hàn Quốc căn cứ vào dự đoán của tướng Ridgway đã ra lệnh toàn bộ các lực lượng của mình phải trong trạng thái cảnh giác cao độ nhất trong đêm ngày 31 tháng 12 tuy nhiên nhiều lính Hàn Quốc vẫn say xỉn do ăn mừng năm mới hoặc bỏ trạm gác để tránh rét. 16 giờ 30 chiều ngày 31 tháng 12, pháo binh Trung Quốc bắt đầu nã đạn vào các vị trí quân Hàn Quốc. Đơn vị đầu tiên bị tấn công là Trung đoàn 12, Sư đoàn 1 Bộ binh do đơn vị này đóng ngay giữa ranh giới giữa Sư đoàn 1 và Sư đoàn 6 Hàn Quốc cũng như ranh giới giữa Quân đoàn I và IX của Hoa Kỳ. Vì cạnh sườn của Trung đoàn 12 là bờ sông với vách đá cao khó tấn công nên phần lớn lực lượng của Trung đoàn 12 đóng ở trung tâm. Khi nhận thấy điều này, Quân đoàn 39 CNQTH quyết định mũi tấn công chính sẽ là cạnh sườn Trung đoàn 12 Hàn Quốc để tạo sự bất ngờ. Sau một cuộc tấn công nghi binh vào trung tâm của Trung đoàn 12, các Sư đoàn 116 và 117 của Quân đoàn 38 CNQTH tấn công vào cả hai bên sườn của Trung đoàn này. Trung đoàn 12 hoàn toàn mất cảnh giác và chỉ có thể kháng cự yếu ớt trong vài giờ trước khi bị đánh tan tác và một khẩu đội pháo của Tiểu đoàn pháo binh dã chiến số 9 của Hoa Kỳ bị quân Trung Quốc bắt giữ. Lẩn vào lính Hàn Quốc đang chạy trốn, quân Trung Quốc thâm nhập được vào phòng tuyến của Trung đoàn 15 Hàn Quốc mà không cần nổ một phát súng nào. Trong nỗ lực để ngăn chặn quân Trung Quốc, Chuẩn tướng Paik Sun Yup của Sư đoàn 1 bộ binh đã phải sử dụng đến cả lính hậu cần của sư đoàn để thành lập một tiểu đoàn, nhưng vẫn thất bại. Đến sáng ngày 1 tháng 1, Sư đoàn 1 Bộ binh chỉ còn Trung đoàn 11 còn nguyên vẹn và toàn sư đoàn đã buộc phải rút quân vào ngày 2 tháng 1.
Trong khi đó cuộc tấn công của quân Trung Quốc vào Sư đoàn 6 không được thuận lợi như kế hoạch. Theo kế hoạch ban đầu, Quân đoàn 38 và 40 CNQTH sẽ tấn công sườn phải Trung đoàn 19, Sư đoàn 6 Bộ binh Hàn Quốc, nhưng phần lớn lực lượng CNQTH đã tấn công nhầm vào nơi đóng quân của Trung đoàn 19, Sư đoàn 24 Bộ binh Hoa Kỳ về phía đông của Trung đoàn 19 Hàn Quốc. Quân Trung Quốc còn chịu thương vong nặng nề khi băng ngang qua các bãi mìn mà không hề hay biết trước. Bất chấp những tổn thất, quân Trung Quốc cũng đẩy lùi được Trung đoàn Bộ binh 19 Hoa Kỳ, khiến Sư đoàn 6 Bộ binh Hàn Quốc bị hở sườn phải. Khi Sư đoàn 1 Bộ binh Hàn Quốc đã bị loại khỏi vòng chiến và phòng tuyến của Sư đoàn 24 Bộ binh Hoa Kỳ bị chọc thủng, lực lượng CNQTH ở hai bên sườn của Sư đoàn 6 Bộ binh Hàn Quốc tiến xuống phía nam để bao vây sư đoàn. Đến nửa đêm giao thừa Dương lịch, toàn bộ Sư đoàn 6 Bộ binh Hàn Quốc buộc phải rút chạy. Mặc dù CNQTH đã tìm cách đánh chặn Sư đoàn 6, phần lớn lính Hàn Quốc vẫn thoát được nhờ đi những con đường mòn trên núi xuyên qua lực lượng bao vây. Ridgway đã cố gắng để đi thị sát mặt trận vào sáng ngày 1 tháng 1 và ông đã chứng kiến những người lính Hàn Quốc của Sư đoàn 6 tháo chạy vứt bỏ cả vũ khí tại vị trí một vài dặm về phía bắc Seoul. Ridgway ra sức ngăn chặn nhưng Sư đoàn 6 vẫn tiếp tục bỏ chạy về phía nam. Mãi cho đến khi Tổng thống Hàn Quốc Lý Thừa Vãn đích thân can thiệp, sư đoàn này mới dừng rút lui. Đến đêm ngày 1 tháng 1, tuyến phòng thủ của quân Liên Hợp Quốc tại sông Imjin và sông Hantan đã hoàn toàn sụp đổ và CNQTH tiến sâu được 9 dặm (14 km) vào khu vực của quân Liên Hợp Quốc. Lính Trung Quốc dừng bước tiến của mình vào ngày 2 tháng 1.

### Chiến sự tại Gapyeong và Chuncheon
Vào thời điểm bắt đầu trận đánh, Quân đoàn III Hàn Quốc đóng quân ở phía đông Sư đoàn 24 Bộ binh Hoa Kỳ thuộc Quân đoàn IX, bảo vệ Vĩ tuyến 38 ở phía bắc Gapyeong (Kapyong) và Chuncheon. Quân đoàn III có bốn sư đoàn, trong đó Sư đoàn 2 bộ binh bên sườn trái đóng tại các ngọn đồi phía bắc Gapyeong, trong khi Sư đoàn 5 Bộ binh bảo vệ khu vực trung tâm của Quân đoàn tại Chuncheon. Mùa đông lạnh lẽo khiến lính Hàn Quốc gặp nhiều khó khăn trong việc xây dựng các hệ thống phòng ngự và những con đường bị đóng băng khiến cho việc cung cấp thực phẩm và đạn dược bị ảnh hưởng. Du kích Triều Tiên cũng hoạt động trong khu vực này và thường tổ chức tập kích phía sau Quân đoàn III Hàn Quốc.
Theo lệnh hành quân của Chiến dịch Giai đoạn ba, Quân đoàn 42 và 66 CNQTH có nhiệm vụ bảo vệ cánh trái quân Trung Quốc bằng cách tiêu diệt Sư đoàn 2 và 5 của Hàn Quốc đồng thời chặn ngang con đường giữa Chuncheon và Seoul. Hai quân đoàn CNQTH xuất thần tấn công sau nửa đêm giao thừa. Sư đoàn 124 CNQTH trước tiên đánh thọc sườn Sư đoàn 2 bộ binh Hàn Quốc, sau đó chặn đường rút lui của sư đoàn này. Các Trung đoàn 17 và 32 của Sư đoàn 2 bị bao vây và buộc phải rút lui trong tình trạng hỗn loạn. Với Quân đoàn 66 CNQTH gây áp lực lên Sư đoàn 5 Bộ binh Hàn Quốc, Sư đoàn 124 CNQTH sau đó tiến về phía đông chặn đường rút lui của Sư đoàn 5. Trung đoàn 36, Sư đoàn 5 Hàn Quốc bị quân Trung Quốc bao vây cũng trốn thoát bằng cách dùng những con đường mòn trên núi. Đến ngày 1 tháng 1, Quân đoàn III Hàn Quốc đã mất liên lạc với các Sư đoàn Bộ binh 2 và 5, trong khi phần còn lại của Quân đoàn III đang rút chạy về thị trấn Wonju. Vào ngày 5 tháng 1, Quân đoàn 42 và 66 CNQTH được Quân đoàn II và V của Quân đội Nhân dân Triều Tiên đến yểm trợ và Quân đội Nhân dân Triều Tiên đã phát động một cuộc tấn công riêng của họ vào thị trấn Wonju.

### Di tản khỏi Seoul

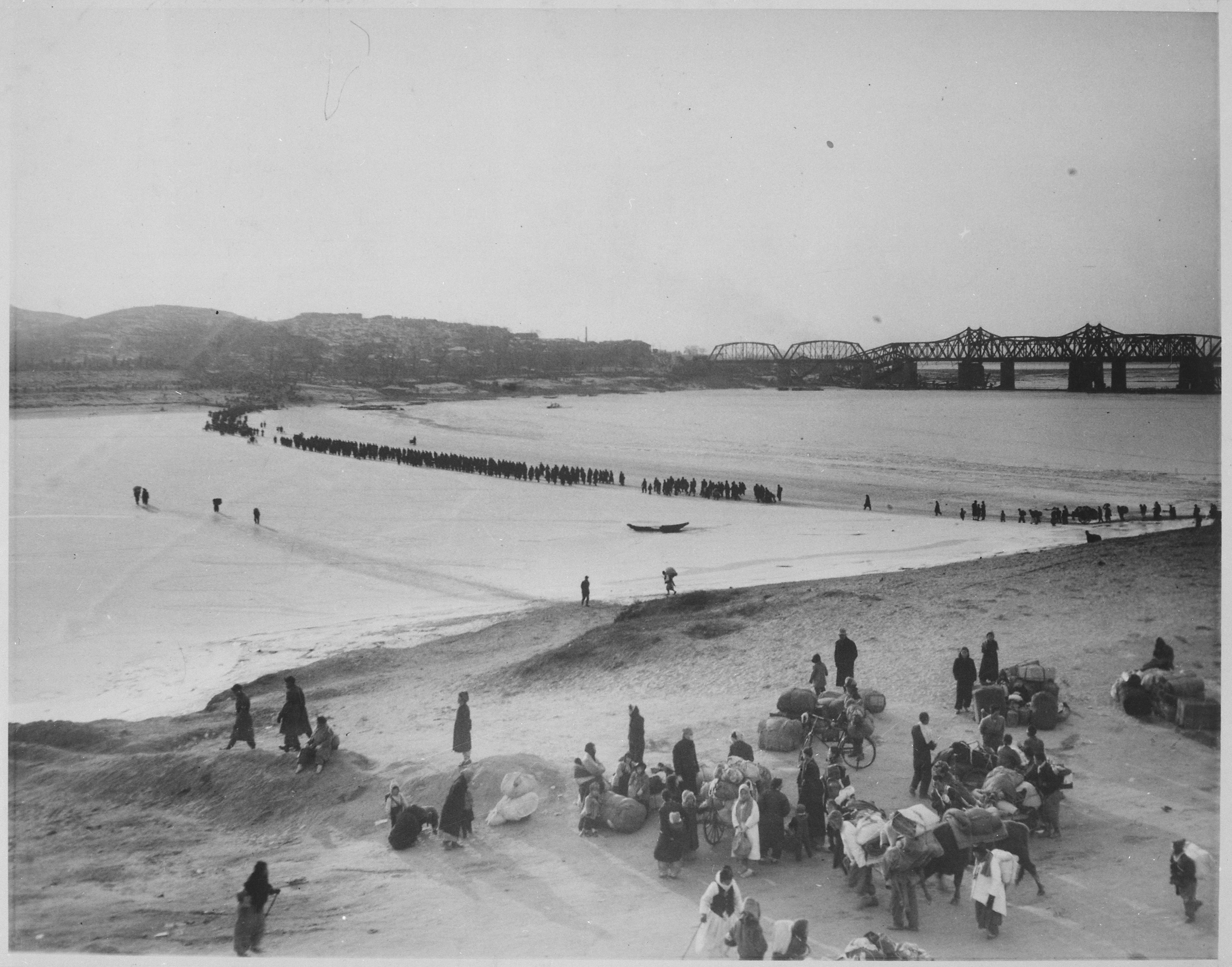
Dân thường đang vượt qua con sông Hán bị đóng băng để xuống phía nam tránh cuộc tấn công của Trung Quốc vào tháng 1 năm 1951.

Sau các cuộc tấn công của CNQTH dọc theo vĩ tuyến 38, tướng Ridgway lo lắng rằng quân Trung Quốc sẽ khai thác đột phá khẩu tại Chuncheon để bao vây toàn bộ TĐQ số 8. Ông cũng không tin tưởng vào khả năng chống đỡ của quân đội Liên Hợp Quốc trước cuộc tấn công của Trung Quốc. Vào sáng ngày 3 tháng 1, sau khi lần lượt trao đổi với Thiếu tướng Frank W. Milburn và Thiếu tướng John B. Coulter, chỉ huy trưởng của Quân đoàn I và IX Hoa Kỳ, Ridgway đã ra lệnh di tản khỏi Seoul. Với sự sụp đổ của các vị trí phòng thủ Liên Hợp Quốc tại vĩ tuyến 38, cuộc triệt thoái đã bắt đầu từ ngày 1 tháng 1. Vào lúc 9 giờ sáng ngày 1 tháng 1, tướng Milburn ra lệnh cho Quân đoàn I của Hoa Kỳ rút lui về phòng tuyến "Bridgehead Line". Theo lệnh của ông, Sư đoàn 25 Bộ binh Hoa Kỳ giữ vị trí ở phía tây Koyang, trong khi Lữ đoàn Bộ binh Độc lập 29 của Anh thuộc Quân đoàn I đào hào bảo vệ ở phía đông Koyang. Về phía đông của Quân đoàn I, tướng Coulter cũng đã ra lệnh rút Quân đoàn IX Hoa Kỳ vào lúc 2 giờ chiều và Lữ đoàn 27 Khối thịnh vượng chung Anh (gồm lính Anh – Úc) đóng vai trò bọc hậu. Một số lực lượng của CNQTH đã tìm cách bao vây Tiểu đoàn 3, Trung đoàn Hoàng gia Úc của Lữ đoàn 27 Khối thịnh vượng chung Anh tại Uijeongbu trong khi tấn công Sư đoàn 6 Hàn Quốc, nhưng tiểu đoàn đã thoát khỏi vòng vây với chỉ bốn người bị thương. Đến nửa đêm ngày 1 tháng 1, Sư đoàn 24 Bộ binh Hoa Kỳ thuộc Quân đoàn IX đã đến phòng tuyến "Bridgehead Line" phía nam Uijeongbu và Lữ đoàn 27 Khối thịnh vượng chung được điều đến phía sau Quân đoàn IX làm lực lượng dự phòng.
Thực tế CNQTH không đủ khả năng vây hãm Seoul, do đó lệnh di tản của đối phương đã khiến tướng Bành bất ngờ. Vào sáng ngày 3 tháng 1, tướng Bành ra lệnh cho Tập đoàn quân 13 tấn công về phía Seoul truy kích lực lượng Liên Hợp Quốc đang rút lui. Sư đoàn bộ binh 24, 25 của Hoa Kỳ và Lữ đoàn bộ binh 29 của Anh đã sớm chạm trán quân Trung Quốc. Trong khu vực của Quân đoàn IX Hoa Kỳ, Quân đoàn 38 CNQTH tấn công Sư đoàn 24 Bộ binh Hoa Kỳ khi lính Mỹ đang cố gắng rút lui. Trong cuộc chiến khốc liệt diễn ra sau đó, lính Mỹ thuộc Trung đoàn Bộ binh 19 Hoa Kỳ bên sườn trái của sư đoàn đã tham gia vào nhiều cuộc đấu cận chiến với lính Trung Quốc xung quanh Uijeongbu. Lính Trung Quốc tràn đến khu vực của Đại đội E và G của Trung đoàn Bộ binh 19 Hoa Kỳ và hỏa lực pháo binh và không kích của Hoa Kỳ đã gây ra 700 thương vong cho đối phương. Đối mặt với áp lực nặng nề của quân Trung Quốc, Lữ đoàn 27 Khối thịnh vượng chung một lần nữa được điều đến để bọc hậu cho cuộc triệt thoái của Quân đoàn IX Hoa Kỳ. Sau khi Sư đoàn 24 Hoa Kỳ di tản khỏi Seoul vào đêm ngày 3 tháng 1, Lữ đoàn 27 Khối thịnh vượng chung Anh bắt đầu vượt sông Hán vào sáng ngày 4 tháng 1, và đến 7 giờ 40 phút sáng, toàn bộ Quân đoàn IX Hoa Kỳ đã rời Seoul.
Bên sườn trái của Sư đoàn 24 Bộ binh Hoa Kỳ, Lữ đoàn Bộ binh 29 Anh thuộc Quân đoàn I Hoa Kỳ đã tham gia vào cuộc giao tranh khốc liệt nhất trong toàn bộ trận đánh. Nhiệm vụ đầu tiên của Lữ đoàn Bộ binh 29 trong Chiến tranh Triều Tiên là phải bảo vệ khu vực phía đông Koyang của phòng tuyến "Bridgehead Line". Tiểu đoàn 1, Trung đoàn súng trường Hoàng gia Ulster (Tiểu đoàn 1 RUR) bảo vệ sườn bên trái của lữ đoàn, trong khi Tiểu đoàn 1, Trung đoàn Royal Northumberland Fusiliers (Tiểu đoàn 1 RNF) đóng tại sườn bên phải của lữ đoàn. Tiểu đoàn 1, Trung đoàn Gloucestershire và Tiểu đoàn 1, Trung đoàn 21 Hoàng gia Thái Lan đóng quân phía sau lữ đoàn với sự yểm trợ của pháo binh. Vào lúc 4 giờ sáng ngày 3 tháng 1, Tiểu đoàn 1 RUR chạm súng với Sư đoàn 149 của Quân đoàn 50 CNQTH. Quân Trung Quốc tấn công bất ngờ và tràn ngập vị trí các Đại đội B và D của Tiểu đoàn 1 RUR, nhưng Thiếu tá C. A. H. B. Blake của Tiểu đoàn 1 RUR đã mở một cuộc phản công nhằm chiếm lại các vị trí của tiểu đoàn vào buổi sáng. Trong khi Tiểu đoàn 1 RUR đang bị tấn công, quân Trung Quốc cũng xâm nhập vào các vị trí của Tiểu đoàn 1 RNF bằng cách tận dụng khu vực thung lũng không được bảo vệ giữa các đỉnh đồi mà người Anh đóng quân. Toàn bộ Tiểu đoàn 1 RNF bị đặt dưới tầm bắn của lính Trung Quốc và lính Trung Quốc đã nhiều lần cố gắng chiếm vị trí của Đại đội Y thuộc Tiểu đoàn 1 RNF. Chuẩn tướng Thomas Brodie của Lữ đoàn Bộ binh 29 đã đưa Đại đội W của Tiểu đoàn 1 RNF với bốn xe tăng Churchill đến tiếp cứu. Quân Trung Quốc tấn công quân tiếp viện bằng súng máy và súng cối nhưng hỏa lực của xe tăng Churchill đã đè bẹp họ. Sau đó, lính Trung Quốc bỏ chạy khi bị pháo kích bởi súng cối 4.2 inch và pháo dã chiên 25 pounder. Sau cuộc giao tranh, Lữ đoàn Bộ binh 29 có ít nhất 16 người chết, 45 người bị thương và 3 người mất tích, trong khi CNQTH để lại 200 xác chết tại vị trí đóng quân của Tiểu đoàn 1 RNF.
Trong khi Lữ đoàn Bộ binh 29 của Anh và Sư đoàn 149 CNQTH đang đụng trận ở phía đông Koyang, Sư đoàn 25 Bộ binh của Quân đoàn I Hoa Kỳ ở sườn trái của Lữ đoàn Bộ binh 29 bắt đầu rút quân. Kế hoạch di tản đòi hỏi sự phối hợp giữa Sư đoàn 25 Hoa Kỳ và Lữ đoàn Bộ binh 29 để tránh lính Trung Quốc xâm nhập các khu vực phía sau của quân Liên Hợp Quốc, nhưng tình hình chiến sự đã khiến điều này không thể diễn ra. Sau khi Trung đoàn 27 Bộ binh (Sư đoàn 25) đã bọc hậu phía sau Quân đoàn I Hoa Kỳ, Sư đoàn 25 và Lữ đoàn 29 Bộ binh được lệnh di tản lúc 3 giờ chiều ngày 3 tháng 1. Sư đoàn 25 rút quân không gặp nhiều khó khăn nhưng Lữ đoàn 29 bộ binh chỉ có thể rút quân cho đến tận 9 giờ 30 tối. Với khoảng trống lộ ra giữa lực lượng bọc hậu Hoa Kỳ và các đơn vị Anh, Trung đoàn 446 (Sư đoàn 149) CNQTH đã thâm nhập vào khu vực phía sau quân Liên Hợp Quốc và phục kích Tiểu đoàn 1 RUR và Lực lượng Cooper của Trung đoàn King's Royal Irish Hussars số 8 (Lực lượng Cooper là một đơn vị không thường trực thuộc Trung đoàn King's Royal Irish Hussars số 8 bao gồm lính trinh sát và sáu xe tăng Cromwell). Lính Tiểu đoàn 1 RUR và Lực lượng Cooper hầu hết trong tình trạng không có vũ khí nhanh chóng bị lính Trung Quốc tàn sát. Lính Trung Quốc cũng tấn công các xe tăng Cromwell của Lực lượng Cooper bằng lựu đạn và ngư lôi Bangalore, làm cháy nhiều xe. Sau trận đánh xáp lá cà khốc liệt, 100 người lính của Tiểu đoàn 1 RUR và Thiếu tá J.K.H. Shaw thoát được khỏi vòng vây, nhưng Thiếu tá Blake của Tiểu đoàn 1 RUR và Đại úy D. Astley–Cooper của Lực lượng Cooper tử trận và 208 lính Anh bị mất tích, hầu hết bị lính Trung Quốc bắt giữ. Trung đoàn 27 của Hoa Kỳ đã cố gắng giải cứu những người lính Anh bị mắc kẹt, nhưng tướng Brodie đã phải dừng việc giải cứu để ngăn không có thêm thương vong không cần thiết.
Sau khi Lữ đoàn 29 Bộ binh Anh rời Seoul vào lúc 8 giờ sáng ngày 4 tháng 1, Trung đoàn 27 Bộ binh Hoa Kỳ là đơn vị chiến thuật duy nhất của quân Liên Hợp Quốc còn bám trụ trong thành phố. Sau nhiều cuộc chạm súng ngoài ngoại ô Seoul, Trung đoàn 27 cũng vượt sông Hán bỏ thành phố vào lúc 2 giờ chiều ngày 4 tháng 1.
Tướng Ridgway thông báo cho các lực lượng của mình vào khoảng giữa trưa ngày 4 về khả năng các quân đoàn cùng rút lui về tuyến phòng thủ "Line D". Quân đoàn I và IX lúc 8 giờ tối rút về một vị trí khoảng 6–8 dặm (9,7–12,9 km) về phía nam của sông Hán và giữ vị trí này cho đến khi dọn sạch kho tiếp liệu của không quân và lục quân tại Suwon, cách 16 km về phía nam mà Ridgway dự kiến sẽ mất từ 24 đến 36 giờ.:210 Tướng Ridgway dự tính rằng Đội Hậu cần số 3 (3rd Logistical Command) sẽ có đủ thời gian di tản Inchon, cơ sở quân sự ASCOM và phi trường Kimpo. Vào ngày 3 tháng 1, Ridgway đã thông báo cho Đại tá John G. Hill, chỉ huy của Đội Hậu cần số 3 ngừng hoạt động cảng tại Inchon vào trưa ngày hôm sau. Hill đã không thể hoàn thành việc dọn sạch kho hàng tiếp liệu do những khó khăn liên quan đến việc thiếu phương tiện vận tải và việc tính toán quá mức đạn dược sẽ được phát ra binh lính.:210 Sau khi nhận được lệnh vào ban đêm của tướng Ridgway, tướng Milburn chỉ thị cho đại tá Hill phá hủy mọi thứ trong khu vực cảng và phi trường ngay khi quân Mỹ đã rút đi. Nhiệm vụ của Hill là đảm bảo quân đội Trung Quốc và Triều Tiên không thể sử dụng được cảng và phi trường. Đơn vị cuối cùng của Không lực 5 đã bay từ phi trường Kimpo đến một căn cứ mới tại Nhật Bản và chỉ còn lại các kỹ sư hàng không tại phi trường. Vào buổi chiều, các kỹ sư này đốt phá các công trình xây dựng trong phi trường và các thùng xăng phi cơ và napalm còn lại tại phi trường Kimpo trong khi các kỹ sư của TĐQ số 8 thuộc Đại đội Kỹ sư Phân phối Xăng dầu số 82 (82nd Engineer Petroleum Distribution Company) phá hủy các đường ống, máy bơm tăng áp và bồn chứa tại phi trường.:211
Trong khi đó, Đại đội Kỹ sư Xây dựng Cảng số 50 (50th Engineer Port Construction Company) bắt đầu phá hủy cảng Inchon lúc 6 giờ chiều. Tất cả các cơ sở hạ tầng chính, ngoại trừ một bến tàu và cầu dẫn đến đảo Wolmi–do, đã bị phá hủy. Việc phá hủy cũng diễn ra tại tại Wolmi–do. Đại tá Hill và những người lính cuối cùng di tản đến Pusan. Kho tiếp liệu bị phá hủy tại phi trường Kimpo, cơ sở quân sự ASCOM và cảng Inchon bao gồm khoảng 1,6 triệu gallon xăng dầu, 9.300 tấn vật liệu kỹ thuật và 12 toa tàu chứa đầy đạn dược.:212 Việc phá hủy vật tư là bắt buộc tuy nhiên việc phá hủy cơ sở hạ tầng cảng tỏ ra không cần thiết khi thực tế Liên Hợp Quốc có khả năng kiểm soát hoàn toàn vùng biển Triều Tiên.:210–212
Vào chiều ngày 4 tháng 1, Quân đoàn I Triều Tiên, Quân đoàn 38 và 50 CNQTH tiến vào Seoul và chỉ chứng kiến một thành phố bị bỏ hoang với những đám cháy. Hầu hết dân thường đã chạy trốn về phía nam, băng qua con sông Hán bị đóng băng hoặc di tản đến vùng nông thôn gần đó. Chính phủ Hàn Quốc tại Seoul cũng đã cắt giảm nhân sự thiết yếu trước trận chiến nên cũng rời khỏi thành phố không mấy khó khăn. Một trung đội Trung Quốc đã đến Tòa thị chính Seoul vào khoảng 1 giờ chiều và cắm cờ Triều Tiên lên đó. Vào ngày 5 tháng 1, tướng Bành đã ra lệnh cho Quân đoàn 50 CNQTH và Quân đoàn I Triều Tiên chiếm giữ Gimpo và Incheon trong khi chỉ thị tất cả các đơn vị khác dừng lại nghỉ ngơi ở bờ bắc sông Hán. Đến ngày 7 tháng 1, tướng Bành dừng Chiến dịch Giai đoạn ba do quân lính dưới quyền ông đã kiệt sức và tránh lặp lại thảm họa cuộc đổ bộ Incheon.

### Tập đoàn quân số 8 Hoa Kỳ rút về tuyến phòng thủ "Line D"

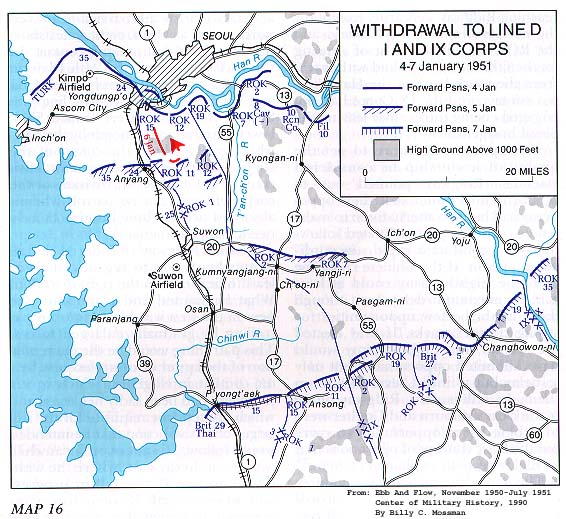
Bản đồ thể hiện việc Quân đoàn I và IX rút về tuyến phòng thủ "Line D" từ ngày 4 đến 7 tháng 1 năm 1951

Việc các lực lượng trinh sát Trung Quốc xuất hiện tại thung lũng Kimpo và tin báo về việc quân Trung Quốc vượt sông Hán đã khiến quân Liên Hợp Quốc lo ngại về việc Trung Quốc sẽ tiếp tục tấn công sau khi đã chiếm được Seoul.:210 Quân đoàn I và IX Hoa Kỳ rút khỏi vùng hạ lưu sông Hán trong khi các kỹ sư của đại tá Hill vẫn đang phá hủy cảng Inchon nên Hill phải tự lo việc canh gác khi tiến hành việc phá hủy và may mắn đã không chạm trán lính Trung Quốc. Hai quân đoàn I và IX cũng may mắn không gặp địch thủ trên đường rút quân. Cuôi ngày 4 tháng 1, trong khi Quân đoàn I và IX đang rút về các vị trí phía bắc Suwon, tướng Ridgway ra lệnh việc rút quân về phòng tuyến "Line D" bắt đầu vào trưa ngày 5, và ông ước tính rằng khi đó kho tiếp liệu tại Suwon sẽ bị dọn sạch. Theo lệnh Ridgway, tất cả năm quân đoàn đều phải rút lui càng sớm càng tốt. Tướng Ridgway đặc biệt chỉ thị cho Milburn và Coulter cho xe tăng bọc hậu đội hình và sẵn sàng tấn công quân Trung Quốc đuổi theo.:212
Tướng Ridgway nhận được tin rằng vào sáng ngày 5 rằng kho tiếp liệu tại Suwon và tại phi trường phía nam thị trấn không thể được dọn sạch vào buổi trưa, với nguyên nhân không phải chỉ từ số lượng lớn hàng hóa mà còn có khoảng 100.000 người tị nạn đến từ khu vực Seoul đang đứng nghẹt cứng sân đường sắt Suwon và chặn các đoàn tàu. Vào giữa buổi sáng, tướng Ridgway chỉ thị cho Milburn giữ vững vị trí cho đến khi tiếp liệu tại Suwon được chuyển đi trong khi lệnh cho Coulter đưa lực lượng bảo vệ sườn phía đông vị trí tiền phương của Quân đoàn I.:212 Milburn kịp thời nhận được chỉ thị của tướng Ridgway để giữ chân Sư đoàn 25 và Sư đoàn 1 Hàn Quốc tại Anyang còn Coulter ra lệnh cho Sư đoàn 6 Hàn Quốc bảo vệ sườn phía đông lực lượng Milburn. Nhưng lệnh của Coulter đã đến trễ và khi đó Sư đoàn 6 Hàn Quốc đã đang trong quá trình rút về "Line D" và cho đến tận buổi chiều Sư đoàn trưởng Chang mới biết lệnh. Chang phải mất nửa giờ để dừng sư đoàn của mình, và vào thời điểm đó, sư đoàn 6 Hàn Quốc đã gần như ở phía đông Suwon, và sau đó với sự thỏa thuận của Coulter, Chang cho sư đoàn của mình triển khai đóng dọc theo Đường 17.:212–213
Đêm ngày 5 tháng 1, một trung đoàn CNQTH băng qua sông Hán và tập hợp ở phía đông Yongdungp'o. Lực lượng trinh sát của trung đoàn này di chuyển về phía nam qua những ngọn đồi ở phía đông của Quốc lộ 1 và thăm dò mặt trận của Sư đoàn 1 Hàn Quốc trước nửa đêm nhưng đã không nhìn thấy sườn phía đông dễ bị tổn thương của Quân đoàn IX.:213 Sáng ngày 6, một tiểu đoàn Trung Quốc đụng trận với Tiểu đoàn 3, Trung đoàn 11 Hàn Quốc nhưng giao tranh chỉ kéo dài đến 2 giờ chiều. Đến lúc đó, kho tiếp liệu tại Suwon đã được dọn sạch và hai quân đoàn của Milburn và Coulter có thể tiếp tục đi về phía nam về phía phòng tuyến "Line D". Hai Quân đoàn đã hoàn thành việc rút lui vào ngày 7.:213 Do Quân đoàn I được Trung đoàn 15 và Tiểu đoàn 3, Trung đoàn 65 (cả hai trung đoàn đều thuộc Sư đoàn 3 Hoa Kỳ) tăng viện đến từ Kyongju, tướng Milburn đã có đủ lực lượng để tổ chức tuyến phòng thủ "Line D" vững chắc tại bờ biển phía tây qua Pyongtaek và Ansong.:214 Lữ đoàn 29 của Anh và một tiểu đoàn Thái Lan đóng ở bên trái Quốc lộ 1 ngay bên dưới P’yongt’aek. Sư đoàn 3 giữ một khu vực tại các ngọn đồi nằm giữa Quốc lộ 1 và 17, và sư đoàn trưởng là Tướng Robert H. Soule chỉ huy trực tiếp Trung đoàn 15. Bố trí sau vị trí trung tâm Sư đoàn 3 là Tiểu đoàn 3, Trung đoàn 65 và Trung đoàn 35 (Sư đoàn 25). Ở phía bắc Ansong, Sư đoàn 1 Hàn Quốc đóng dọc Quốc lộ 17. Các đơn vị còn lại của Sư đoàn 25 và Lữ đoàn Thổ Nhĩ Kỳ trở thành lực lượng trù bị của Quân đoàn đóng tại Cheonan, 13 dặm (21 km) về phía nam của Pyongtaek. Ở phía đông bắc, Coulter triển khai từ tây sang đông Sư đoàn 6 Hàn Quốc, Lữ đoàn 27 của Anh và Sư đoàn 24. Phần lớn Sư đoàn 1 Kỵ binh, đóng vai trò là lực lượng trù bị của Quân đoàn, bố trí tại Ch'ungju trên Quốc Lộ 13, giờ đây là trục đường chính cung cấp tiếp liệu cho Quân đoàn IX. Để bảo vệ các tuyến đường quốc lộ trước các cuộc tấn công du kích biết là có tại khu vực cách Tanyang 20 dặm (32 km) về phía đông, Trung đoàn 5 Kỵ binh thuộc Sư đoàn 1 Kỵ binh đã bắt đầu tuần tra con đường từ Ch'ungju nam qua một ngọn đèo ở Mun'gyong.:213–215
Cách thức mà hai quân đoàn của Milburn và Coulter rút về "Line D" đã khiến tướng Ridgway không hài lòng, khi hai quân đoàn đã không gây ra được tổn thất đáng kể nào cho CNQTH như Ridgway đã chỉ thị và cũng mất dấu quân Trung Quốc.:215 Ngoại trừ các cuộc đụng độ giữa CNQTH và Sư đoàn 1 Hàn Quốc ở phía đông Anyang vào ngày 6/1, Quân đoàn I đã rút khỏi bờ phía nam của sông Hán và Quân đoàn IX đã không giao chiến với quân địch kể từ khi rời khỏi phòng tuyến "Bridgehead Line". Ridgway chỉ ra cho Milburn và Coulter thấy rằng quân Trung Quốc chỉ có hai khả năng: một là truy kích phối hợp tốt nhưng sẽ tốn thời gian và hai là một cuộc truy kích thiếu phối hợp nhưng nhanh chóng. Trong trường hợp đầu tiên, TĐQ số 8 sẽ cố gắng cầm chân đối phương hết sức có thể và khó có cơ hội phản công. Nhưng trong trường hợp thứ hai, TĐQ số 8 có cơ hội vừa có thể cầm chân đối thủ vừa còn gây thiệt hại lớn.:216 Trong cả hai trường hợp, Ridgway một lần nữa làm rõ với Milburn và Coulter sẽ phải khai thác mọi cơ hội để thực hiện các học thuyết hành quân cơ bản mà ông đã nhiều lần vạch ra với họ. Ngay lập tức, quân Liên Hợp Quốc phải mở lại các cuộc tuần tra để tìm kiếm quân Trung–Triều. Theo thông tin tình báo của Quân đoàn I, Tập đoàn quân 39 và 50 CNQTH hiện đang tiến về phía nam Seoul, và lực lượng tiên phong của họ đã đến khu vực Suwon. Sư đoàn 1 Hàn Quốc tuần tra quanh phía bắc Quốc lộ 17 trong chiều ngày 7 tháng 1 xác nhận thông tin này khi đã có một trận chạm súng ngắn với một nhóm lính Trung Quốc nhỏ trong khu vực Kumnyangjang–ni, cách Suwon 18 km về phía đông. Ở phía tây, Trung đoàn 15 Mỹ và Lữ đoàn 29 Anh di chuyển về phía bắc từ Osan còn cách Suwon 13 km không gặp quân địch. Trong khu vực của Quân đoàn IX, Sư đoàn 24 ở ngoài cùng bên phải phái tuần tra khu vực phía đông Suwon tại Icheon và Yeoju và cũng không phát hiện được gì.:216 Tướng Ridgway cân nhắc các nỗ lực tuần tra tiếp theo sẽ mở rộng ở phía tây và nhiệm vụ là có được thông tin trinh sát cần thiết cho các chiến dịch phản công tiếp theo mà ông đang dự tính. Tuy nhiên ông đã phải hướng sự chú ý về phía đông, nơi việc rút quân về tuyến phòng thủ "Line D" vẫn đang được tiến hành và các lính Triều Tiên đang tấn công đánh chiếm thị trấn Wonju.:215–6

## Kết quả
Mặc dù không gây quá nhiều tổn thất cho lực lượng Liên Hợp Quốc sau trận đánh, Trung Quốc đã giành được một chiến thắng lớn trong trận Seoul lần thứ ba và khiến sĩ khí quân Liên Hợp Quốc xuống thấp nhất kể từ lúc Chiến tranh Triều Tiên bắt đầu. Tướng Ridgway cực kỳ thất vọng với những gì mà TĐQ số 8 Hoa Kỳ đã thể hiện. Theo đánh giá của Ridgway, đối thủ của ông không có gì ngoài quân số áp đảo, còn hỏa lực thì vừa yếu vừa thiếu với chủ yếu là vũ khí hạng nhẹ, không được không quân và thiết giáp yểm trợ. TĐQ số 8 Hoa Kỳ hoàn toàn đủ sức mạnh và phương tiện để đè bẹp đối thủ, tuy nhiên các chỉ huy trưởng dưới quyền không tự tin được như của Ridgway.:209 Điều này khiến động thái tiếp theo mà Ridgway phải tiến hành là lấy lại tinh thần chiến đấu cho lực lượng Liên Hợp Quốc. Cùng lúc đó vào ngày 17 tháng 1, MacArthur cũng bỏ kế hoạch cho quân Liên Hợp Quốc rút khỏi bán đảo Triều Tiên và quyết tâm tiếp tục chiến đấu.
Tại Liên Hợp Quốc, mặc dù ban đầu các thành viên Liên Hợp Quốc và Hoa Kỳ bị chia rẽ về việc sẽ phản ứng như thế nào trước sự can thiệp của Trung Quốc vào Triều Tiên, việc Trung Quốc từ chối lệnh ngừng bắn của Liên Hợp Quốc đã khiến các thành viên Liên Hợp Quốc ngả về phía Hoa Kỳ. Một nghị quyết của Liên Hợp Quốc lên án Trung Quốc là bên xâm lược đã được thông qua vào ngày 1 tháng 2. Theo ý kiến của nhà sử học Bevin Alexander, Trung Quốc từ chối lệnh ngừng bắn của Liên Hợp Quốc đã làm tổn hại đến uy tín quốc tế mà nước này đã xây dựng từ những thành công quân sự trước đó và điều này sau đó khiến Trung Quốc gặp khó khăn khi tham gia Liên Hợp Quốc hoặc yêu cầu Hoa Kỳ không hỗ trợ cho Đài Loan. Chiến tranh Triều Tiên sẽ kéo dài thêm hai năm đẫm máu nữa do Trung Quốc yêu cầu tất cả các lực lượng Liên Hợp Quốc phải rút khỏi Bán đảo Triều Tiên dù sau cùng kết quả hai bên vẫn kết thúc tại vị trí vĩ tuyến 38.
Sau chiến thắng này, CNQTH đã hoàn toàn kiệt sức sau những trận chiến không ngừng nghỉ. Phó chỉ huy CNQTH Hàn Tiên Sở sau đó đã báo cáo với tướng Bành rằng mặc dù CNQTH chỉ chịu thương vong ít là 8.500 quân, các lực lượng "xương sống" chủ lực đã thiệt hại nghiêm trọng vì hậu cần yếu kém và tình trạng kiệt sức. Ngày 15 tháng 12 năm 1950, Không lực Viễn Đông Hoa Kỳ tổ chức chiến dịch tấn công vào hệ thống hậu cần của Trung Quốc và Triều Tiên khiến Trung Quốc không thể đủ lực tiếp tục tiến sâu hơn xuống phía nam. Tin rằng lực lượng Liên Hợp Quốc đã bị mất tinh thần và không thể phản công, chủ tịch Mao đã cho phép CNQTH được nghỉ ngơi ít nhất hai đến ba tháng, trong khi tướng Bành và các chỉ huy Trung Quốc khác lên kế hoạch cho một chiến dịch quyết định cuối cùng vào mùa xuân năm 1951. Tuy nhiên, Ridgway và TĐQ số 8 sớm dập tắt sự lạc quan của Trung Quốc bằng Chiến dịch Thunderbolt bắt đầu vào ngày 25 tháng 1 năm 1951.

### Trích dẫn
1. ↑  Chae, Chung & Yang 2001, tr. 302.
2. ↑  Chae, Chung & Yang 2001, tr. 242.
3. 1 2  Appleman 1990, tr. 63.
4. ↑  Ministry of Patriots and Veterans Affairs 2010, tr. 119.
5. ↑  Học viện Khoa học Quân sự Trung Quốc 2000, tr. 369.
6. ↑  Ministry of Patriots and Veterans Affairs 2010, tr. 72.
7. 1 2 3  Appleman 1990, tr. 40.
8. 1 2 3  Appleman 1990, tr. 42.
9. ↑  Coulthard-Clark 2001, tr. 262.
10. ↑  Appleman 1990, tr. 71.
11. 1 2  Ecker 2005, tr. 74.
12. 1 2 3  Zhang 1995, tr. 132.
13. ↑  Appleman 1989, tr. xvi.
14. 1 2 3 4 5 6 7 8 9 10 11 12 13 14 15 16 17 18 19 20 21 22 23 24  Mossman, Billy (1990). Ebb and Flow: November 1950 – July 1951, United States Army in the Korean War. Center of Military History, United States Army. tr. 160. ISBN 9781410224705.  Bài viết này tích hợp văn bản từ nguồn này, vốn thuộc phạm vi công cộng.
15. ↑  Daily 1996, tr. 41.
16. ↑  Appleman 1989, tr. 390, 397.
17. ↑  Alexander 1986, tr. 371–375.
18. ↑  Roe 2000, tr. 412.
19. ↑  Zhang 1995, tr. 119, 121.
20. ↑  Zhang 1995, tr. 121.
21. 1 2  Zhang 1995, tr. 124.
22. ↑  Zhang 1995, tr. 126.
23. 1 2 3  Alexander 1986, tr. 376.
24. ↑  Appleman 1990, tr. 60.
25. 1 2  Zhang 1995, tr. 130.
26. ↑  Chae, Chung & Yang 2001, tr. 353.
27. ↑  "Third Battle Of Seoul – Korean War". WorldAtlas (bằng tiếng Anh). Truy cập ngày 21 tháng 7 năm 2017.
28. 1 2 3 4  Mossman 1990, tr. 161.
29. ↑  Appleman 1990, tr. 40–41.
30. ↑  Millett 2010, tr. 372.
31. ↑  Appleman 1989, tr. 368–369.
32. ↑  Appleman 1989, tr. 370.
33. ↑  Appleman 1990, tr. 34.
34. ↑  Appleman 1989, tr. 382.
35. ↑  Mossman 1990, tr. 183.
36. ↑  Mossman 1990, tr. 186.
37. 1 2  Zhang 1995, tr. 123.
38. ↑  Shrader 1995, tr. 174–175.
39. ↑  Shrader 1995, tr. 174.
40. 1 2 3 4 5 6 7  Zhang 1995, tr. 127.
41. ↑  Appleman 1990, tr. 41.
42. 1 2 3 4 5 6  Appleman 1990, tr. 50.
43. 1 2  Chae, Chung & Yang 2001, tr. 386–387.
44. ↑  Mossman 1990, tr. 189.
45. 1 2 3  Appleman 1990, tr. 58.
46. 1 2 3  Chae, Chung & Yang 2001, tr. 352.
47. ↑  Paik 1992, tr. 112.
48. 1 2 3  Chae, Chung & Yang 2001, tr. 357.
49. ↑  Chae, Chung & Yang 2001, tr. 352–353.
50. ↑  Appleman 1990, tr. 44–45.
51. ↑  Appleman 1990, tr. 45.
52. ↑  Chae, Chung & Yang 2001, tr. 348–349.
53. ↑  Chae, Chung & Yang 2001, tr. 351.
54. ↑  Appleman 1990, tr. 49–50.
55. ↑  Paik 1992, tr. 117.
56. ↑  Appleman 1990, tr. 46.
57. 1 2  Appleman 1990, tr. 49.
58. 1 2  Paik 1992, tr. 115.
59. 1 2  Appleman 1990, tr. 47.
60. ↑  Appleman 1990, tr. 49, 51.
61. 1 2  Chae, Chung & Yang 2001, tr. 354.
62. ↑  Chae, Chung & Yang 2001, tr. 355.
63. 1 2 3  Appleman 1990, tr. 51.
64. ↑  Chae, Chung & Yang 2001, tr. 349.
65. 1 2  Chae, Chung & Yang 2001, tr. 358.
66. ↑  Chae, Chung & Yang 2001, tr. 358–359.
67. ↑  Appleman 1990, tr. 52.
68. ↑  Appleman 1990, tr. 54, 55.
69. 1 2 3  Appleman 1990, tr. 55.
70. 1 2 3 4  Chae, Chung & Yang 2001, tr. 360.
71. ↑  Học viện Khoa học Quân sự Trung Quốc 2000, tr. 174
72. 1 2 3  Chae, Chung & Yang 2001, tr. 361.
73. 1 2  Học viện Khoa học Quân sự Trung Quốc 2000, tr. 180.
74. ↑  Chae, Chung & Yang 2001, tr. 361–362.
75. ↑  Học viện Khoa học Quân sự Trung Quốc 2000, tr. 187–188.
76. ↑  Mossman 1990, tr. 219.
77. ↑  Appleman 1990, tr. 59.
78. 1 2  Mossman 1990, tr. 192.
79. ↑  Farrar-Hockley 1990, tr. 387.
80. ↑  Mossman 1990, tr. 194.
81. 1 2 3  Appleman 1990, tr. 53.
82. ↑  Mossman 1990, tr. 195.
83. ↑  Zhang 1995, tr. 125, 131.
84. ↑  Học viện Khoa học Quân sự Trung Quốc 2000, tr. 183–184.
85. 1 2 3  Học viện Khoa học Quân sự Trung Quốc 2000, tr. 183.
86. 1 2  Appleman 1990, tr. 62.
87. ↑  Appleman 1990, tr. 63–64.
88. ↑  Appleman 1990, tr. 64.
89. ↑  Farrar-Hockley 1990, tr. 394.
90. 1 2 3 4  Farrar-Hockley 1990, tr. 386.
91. 1 2  Appleman 1990, tr. 66.
92. ↑  Appleman 1990, tr. 54.
93. ↑  Ministry of Patriots and Veterans Affairs 2010, tr. 74.
94. 1 2 3  Appleman 1990, tr. 67.
95. 1 2 3  Farrar-Hockley 1990, tr. 389.
96. 1 2 3  Appleman 1990, tr. 68.
97. 1 2  Farrar-Hockley 1990, tr. 390.
98. ↑  Appleman 1990, tr. 65–66.
99. ↑  Appleman 1990, tr. 65.
100. ↑  Appleman 1990, tr. 68–69.
101. 1 2 3  Farrar-Hockley 1990, tr. 391.
102. ↑  Appleman 1990, tr. 69–70.
103. ↑  Appleman 1990, tr. 70–71.
104. ↑  Cunningham 2000, tr. 4.
105. 1 2  Appleman 1990, tr. 73.
106. ↑  Farrar-Hockley 1990, tr. 392.
107. ↑  Appleman 1990, tr. 80.
108. ↑  Appleman 1990, tr. 79–80.
109. 1 2 3  Zhang 1995, tr. 131.
110. ↑  Chae, Chung & Yang 2001, tr. 377.
111. ↑  Chae, Chung & Yang 2001, tr. 376–377.
112. ↑  Appleman 1990, tr. 79.
113. ↑  Zhang 1995, tr. 133.
114. ↑  Ecker 2005, tr. 73.
115. ↑  Appleman 1989, tr. 403
116. ↑  Appleman 1990, tr. 83.
117. ↑  Appleman 1990, tr. 91.
118. ↑  Mossman 1990, tr. 234–236.
119. ↑  Appleman 1990, tr. 145.
120. ↑  Mossman 1990, tr. 236.
121. ↑  Alexander 1986, tr. 370–371.
122. 1 2  Alexander 1986, tr. 388.
123. ↑  Ryan, Finkelstein & McDevitt 2003, tr. 131.
124. ↑  Shrader 1995, tr. 175–176.
125. ↑  Zhang 1995, tr. 133–134.
126. ↑  Zhang 1995, tr. 136.
127. ↑  Mossman 1990, tr. 242.